# Midlum (Föhr)
Midlum (frisó septentrional Madlem) és un dels municipis de l'illa de Föhr (Illes Frisones) que forma part del districte de Nordfriesland, dins l'Amt Föhr-Amrum, a l'estat alemany de Slesvig-Holstein. Segons el cens de 2022 te una població de 467 habitants.

## Història
El nom deriva de la vila situada aproximadament al centre de l'illa. Al mateix temps, es troba en una cruïlla dels dos camins històrics principals que utilitza per travessar de Föhr en direcció nord-sud. El nom "Midlum" es va registrar per primera vegada el 1462.
Fins i tot avui en dia existeix una tradició a Midlum ade sortir al dic de mar a la primavera i cuinar un àpat. Aquest costum es remunta a una època en què les ovelles de l'aldea eren dutes a passar l'estiu sota la direcció d'un pastor. Tradicionalment, els nens havien estat ajudant als pastors i per això els recompensaven amb mehlbeutel, una mena de boles de massa.